# القابض (أسماء الله الحسنى)
القابض اسم من أسماء الله الحسنى، وهو اسم الفاعل من قبض يقبض فهو قابض، ومعناه : أنه يقتر على من يشاء ويوسع على من يشاء على حسب ما يرى من المصلحة لعباده. فالقبض معناه: التقتير والتضييق، والبسط: التوسعة في الرزق والإكثار منه .

## في القرآن الكريم
جاء في القرآن الكريم بصيغة الفعل، فقال الله تعالى: ﴿مَنْ ذَا الَّذِي يُقْرِضُ اللَّهَ قَرْضًا حَسَنًا فَيُضَاعِفَهُ لَهُ أَضْعَافًا كَثِيرَةً وَاللَّهُ يَقْبِضُ وَيَبْسُطُ وَإِلَيْهِ تُرْجَعُونَ ۝٢٤٥﴾سورة البقرة:245

## في السنة النبوية
ورد في حديث رسول الله ﷺ:
| القابض (أسماء الله الحسنى) | إن الله هو المسعِّر، القابض، الباسط، الرازق | القابض (أسماء الله الحسنى) |

## القابض في اللغة
القابض في اللغة:
- قبضتُ الشيء قبضاً، يعني أخذته.

1. وصار الشيء في قبضتي، أي في ملكي.
2. وقُبض المريض إذا توفي أو أشرف على الموت .
3. وقال تعالى في وصف المنافقين : وَيَقْبِضُونَ أَيْدِيَهُمْسورة التوبة:67 أي يبخلون، أي يقبضونها عن النفقة والصدقة، فلا يؤتون الزكاة.

## من معاني اسم الله القابض
1. أن الله عز وجل يقبض الأرواح، فإذا قبض روح الإنسان يعني أماته، وإذا بسط روحه يعني أحياه.
2. أنه يقبض الأرض، قال تعالى:﴿وَمَا قَدَرُوا اللَّهَ حَقَّ قَدْرِهِ وَالْأَرْضُ جَمِيعًا قَبْضَتُهُ يَوْمَ الْقِيَامَةِ وَالسَّمَاوَاتُ مَطْوِيَّاتٌ بِيَمِينِهِ سُبْحَانَهُ وَتَعَالَى عَمَّا يُشْرِكُونَ ۝٦٧﴾سورة الزمر:67
3. الذي يمسك الأرزاق عن العباد بلطفه وحكمته : ﴿ اللَّهُ يَبْسُطُ الرِّزْقَ لِمَنْ يَشَاءُ مِنْ عِبَادِهِ وَيَقْدِرُ لَهُ إِنَّ اللَّهَ بِكُلِّ شَيْءٍ عَلِيمٌ ﴾سورة العنكبوت معنى القبض باللغة : هو الأخذ والتضييق، والتوسيع هو البسط والنشر، فكل أمر ضيقه الله عز وجل فقد قبضه، وكل أمر وسعه الله عز وجل فقد بسطه.

## أقوال العلماء في اسم الله القابض
- قال ابن كثير : | القابض (أسماء الله الحسنى) | وَقَوْلُهُ: {وَاللَّهُ يَقْبِضُ وَيَبْسُطُ} أَيْ: أَنْفِقُوا وَلَا تُبَالُوا فَاللَّهُ هُوَ الرَّزَّاقُ يُضَيِّقُ عَلَى مَنْ يَشَاءُ مِنْ عِبَادِهِ فِي الرِّزْقِ وَيُوَسِّعُهُ عَلَى آخَرِينَ ، لَهُ الْحِكْمَةُ الْبَالِغَةُ فِي ذَلِكَ وَإِلَيْهِ تُرْجَعُونَ أَيْ: يوم القيامة | القابض (أسماء الله الحسنى) |
- قال الزجاج :| القابض (أسماء الله الحسنى) | (الْقَابِض الباسط) الْأَدَب فِي هذَيْن الاسمين أَن يذكرَا مَعًا ؛ لِأَن تَمام الْقُدْرَة بذكرهما مَعًا ، أَلا ترى أَنَّك إِذا قلت إِلَى فلَان قبض أَمْرِي وَبسطه دلا بمجموعها أَنَّك تُرِيدُ أَن جَمِيع أَمرك إِلَيْهِ | القابض (أسماء الله الحسنى) |
- قال الخطابي :«وإذا ذكرت القابض مفرداً عن الباسط كأنك قد قصرت بالصفة على المنع والحرمان، وإذا وصلت أحدهما بالآخر فقد جمعت بين الصفتين منبئاً عن وجود الحكمة منهما[5]»
- قال ابن القيم في النونية:

- قال الراغب الأصفهاني :«فالقبض هو التضييق والبسط هو التوسيع والنشر فالله يقبض ويبسط أي يسلب تارة ويعطي تارة أو يسلب تارة أو يسلب قوماً ويعطي قوماً أو يجمع مرة ويفرق أخرى أو يميت ويحيي[6]»